# Динопонера гигантская
Динопонера гигантская, или гигантский муравей (лат. Dinoponera gigantea) — один из самых крупных в мире видов муравьёв. Найден только в Южной Америке, где его также называют динозавровым муравьём (англ. Dinosaur ants) или гигантским амазонским муравьём (англ. Giant Amazonian ant).

## Классификация
Этот вид впервые описан в 1833 году как Ponera gigantea Perty, 1833. Уже через 5 лет другой биолог снова описал его, но под другим названием — Ponera grandis Guerin-Meneville, 1838. Верным является первое имя, а второе сведено в синонимы, хотя в популярной литературе часто фигурируют оба. В отдельный род Dinoponera этот вид был выделен спустя много лет (Roger, 1861).
В 2021 году в ходе родовой ревизии было показано, что таксоны Dinoponera australis и Dinoponera snellingi являются синонимами вида Dinoponera grandis (Guérin-Menéville, 1838), который был восстановлен в самостоятельном видовом статусе.

## Описание
Чёрного цвета крупнейший в мире муравей обладает только двумя кастами: рабочими (до 33 мм) и крылатыми самцами. Морфологические матки не обнаружены, а их функциональную роль выполняют отдельные доминирующие рабочие гамэргаты.

## Гнёзда
Колонии D. gigantea имеют до восьми входов в свои подземные камеры, каждый из которых составляет от 3 до 8 сантиметров в диаметре. Входы, как это типично для муравьёв, окружены почвой, вынутой для создания гнезда, но, в отличие от других видов, курган не образуется. Глубина гнезда составляет около 40 сантиметров, высота камер — около 3 сантиметров, ширина — 20 сантиметров.
По крайней мере в некоторых случаях этот вид полидомен, когда одна колония занимает и содержит более одного гнезда одновременно. Некоторые случаи такого поведения были отмечены в исследовании Фуркасси и Оливейры 2002 года, в ходе которого были обнаружены колонии, использующие несколько гнёзд, входы в которые находились на расстоянии от 40 до 250 сантиметров друг от друга.

## Фуражировка
Активность вне гнезда наиболее высока на восходе и закате солнца, хотя, вероятно, часть активности проявляется и ночью. Особи ищут пищу в одиночку, как правило, в пределах примерно 10 м от гнезда. Принесённый корм составляет от 10 до 400 миллиграммов и отличается большим разнообразием, включая как растительную, так и животную пищу. В пищу идут плоды растений висмия, семена инга и различные мелкие животные, такие как пауки, сверчки и улитки. Относительно небольшое число, около 10 %, кормовых вылазок оказывается успешным. Продолжительность успешных кормовых вылазок обычно составляет от тридцати до шестидесяти минут, но может достигать и трёх часов

## Территориальность
Соседние колонии D. gigantea имеют отдельные кормовые участки. Если муравьи из разных колоний встречаются на границе этих территорий, особи встают лицом друг к другу, смыкая мандибулы. Затем они многократно тыкают друг друга в голову усиками, одновременно нанося удары передними лапами. В какой-то момент один из муравьёв занимает доминирующее положение, в итоге кусает другого за вершину головы и прижимает брюшко к телу проигравшего. Вся схватка может длиться до получаса. В исследовании Фуркасси и Оливейры 2002 года оба муравья неизменно оказывались нетравмированными.

## Распространение
Влажные леса и саванны Южной Америки (Бразилия, Перу). Dinoponera gigantea обитает только в Южной Америке. Она была обнаружена на побережье Гайаны, в бразильских штатах Амазонас, Пара, включая остров Марахо, Мату-Гросу, Мату-Гросу-ду-Сул и Мараньян, а также в провинции Лорето в Перу. Сообщается, что Dinoponera gigantea распространена в незатопленных лесах в окрестностях Белена, штат Пара. Вероятно, Dinoponera gigantea встречается во Французской Гвиане, Суринаме, Венесуэле и юго-восточной Колумбии, поскольку эти регионы соседствуют с известными местами обитания Dinoponera gigantea и имеют сходную среду обитания в низинных тропических лесах.